# وی‌ایکس (عامل اعصاب)
وی‌ایکس (به انگلیسی: VX) نوعی ماده شیمیایی مرگبار اعصاب است که در جنگ‌افزارهای شیمیایی به کار می‌رود و جزو عوامل عصبی دسته V قرار می‌گیرد. چون وی. ایکس بسیار سمی و مرگبار است، تاکنون به شکل گسترده از آن استفاده نشده‌است، ولی علایمی حاکی از استفاده آن توسط ارتش عراق، در جریان جنگ ایران و عراق و نیز در بمباران شیمیایی حلبچه علیه مردم غیرنظامی وجود دارد.

## کشندگی
دوز کشنده متوسط وی ایکس ۳۰ میلی‌گرم در متر مکعب بر دقیقه است و بنابراین درجه سمیت آن از تابون، سارین و سومان بیشتر است.

## پایداری
در مقایسه با عوامل شیمیایی سری G، وی ایکس عاملی بسیار پایدارتر است و می‌تواند برای روزها و حتی هفته‌ها در شرایط آب و هوای معتدل باقی بماند. برای مثال فراریت سارین (GB) در ۲۵ درجه سانتی گراد ۲۲۰۰۰ میلی‌گرم بر متر مکعب است، درحالی‌که این میزان در همین دما برای وی ایکس تنها ۱۰٫۵ میلی‌گرم بر متر مکعب است. وی ایکس در هوای آفتابی می‌تواند بین ۳ تا ۲۱ روز در خاک باقی بماند.
اگر وی ایکس به صورت قطرات ریز مایع منتشر شود بیشترین مدت زمان تأثیر را برای ایجاد تلفات خواهد داشت. شرایط جوی اثر کمی روی کاربرد عامل وی ایکس دارد، البته باد قوی ممکن است روی میزان توزیع این عامل اثر بگذارد و باران شدید ممکن است عامل را شسته یا از بین ببرد.